# Гагарин, Григорий Григорьевич
Князь Григо́рий Григо́рьевич Гага́рин (15 [27] мая 1810, Санкт-Петербург, Российская империя — 30 января 1893, Шательро, Франция) — русский рисовальщик и живописец, представитель романтического академизма николаевской эпохи, друг и последователь Карла Брюллова, историк и государственный деятель; мастер жанровой и батальной графики, портретист, также работал как иллюстратор и церковный декоратор, создавал архитектурные проекты в «неовизантийском стиле». Вице-президент (в 1859–1872) и почётный член (с 1872) Императорской Академии художеств, доверенное лицо великой княгини Марии Николаевны. Обер-гофмейстер двора Его Императорского Величества (1880), тайный советник.

## Биография
Представитель старшей линии Гагариных. Родился 15 (27) мая 1810 года в семье дипломата князя Григория Ивановича Гагарина (1782—1837) и Екатерины Петровны Соймоновой (1790—1873). Крещён 20 мая 1810 года в церкви Божией Матери Владимирской в Придворных слободах, крестник Д. А. Гурьева и С. П. Свечиной.
Когда Григорию было шесть лет, Гагарины уехали в путешествие по Европе и осели в Италии, где Григорий Иванович исполнял обязанности посла. Дом Гагариных в Риме был центром культурной жизни русской диаспоры. Его постоянными посетителями были пенсионеры Академии художеств Александр и Карл Брюлловы, Бруни, Сильвестр Щедрин, Басин, Гальберг. Григорий Иванович помогал молодым художникам найти заказчиков, получал для них разрешения на снятие копий с произведений, хранившихся в частных собраниях Рима, решал их бытовые вопросы. Его сын Гриша с ранних лет интересовался живописью, первые его опыты датируются 1815 годом. Это были рисунки и акварели, выполненные с натуры: семейные портреты, пейзажные зарисовки. В домашнем театре Гагариных ставили пьесу «Недоросль», и Гриша Гагарин вместе с Карлом Брюлловым работал над декорациями к спектаклю. С Брюлловым же Гагарин-младший ходил на этюды. Не только круг общения юного Гагарина, но и сама атмосфера Италии, Рима — художественного центра Европы, способствовали развитию его «эстетического мировосприятия».
В четырнадцать лет родители отдали Григория в колледж Птоломео в Сиене, где он учился два года, а потом возвратился в родительский дом в Риме. Вместе с родителями он путешествовал по Европе, бывал в том числе в Париже, где жила сестра его матери — Софья Петровна Свечина.
В 1829 году Григорий Гагарин был причислен к парижскому посольству Поццо ди Борго в должности актуариуса. Служебные обязанности занимали не много времени, и Григорий, воспользовавшись этим, начал посещать Сорбонну, где избрал курс архитектуры и строительного дела, а также слушал лекции по математике, праву, филологии и философии. В 1830 году отец увёз Григория и Евгения в Италию. Два года провёл Григорий в поездках по Европе, как и в Париже, в путешествиях он не расставался с альбомом для набросков, занося туда свои дорожные впечатления. В 1832 году Григорий приехал в Петербург и поступил в Азиатский департамент Коллегии иностранных дел. В светском обществе Петербурга он быстро завоевал репутацию искусного рисовальщика. Следуя совету отца, Григорий искал общества «зрелых и достойных людей». В круг его знакомых входили Жуковский, Пушкин, Одоевский. В 1832 году Гагарин выполнил серию иллюстраций («виньеток») к поэме Пушкина «Руслан и Людмила», а в следующем, 1833 году, — к «Сказке о царе Салтане». Его работы понравились поэту, и он доверил Гагарину проиллюстрировать три неопубликованных стихотворения, а позднее и сделать обложку (или титульный лист) для планировавшегося издания «Повестей А. П.». Сюжетом для неё стал эпизод из «Пиковой дамы» — Германн перед графиней. 
Зимой 1833 года Григорий вместе с отцом и братом совершил поездку в Москву. Вторая столица заинтересовала Гагарина прежде всего своей древней архитектурой, он выполнил акварельные зарисовки московских памятников зодчества. Его рисунки отличаются вниманием к изображению деталей и в то же время удачно передают общее впечатление от сооружения. 

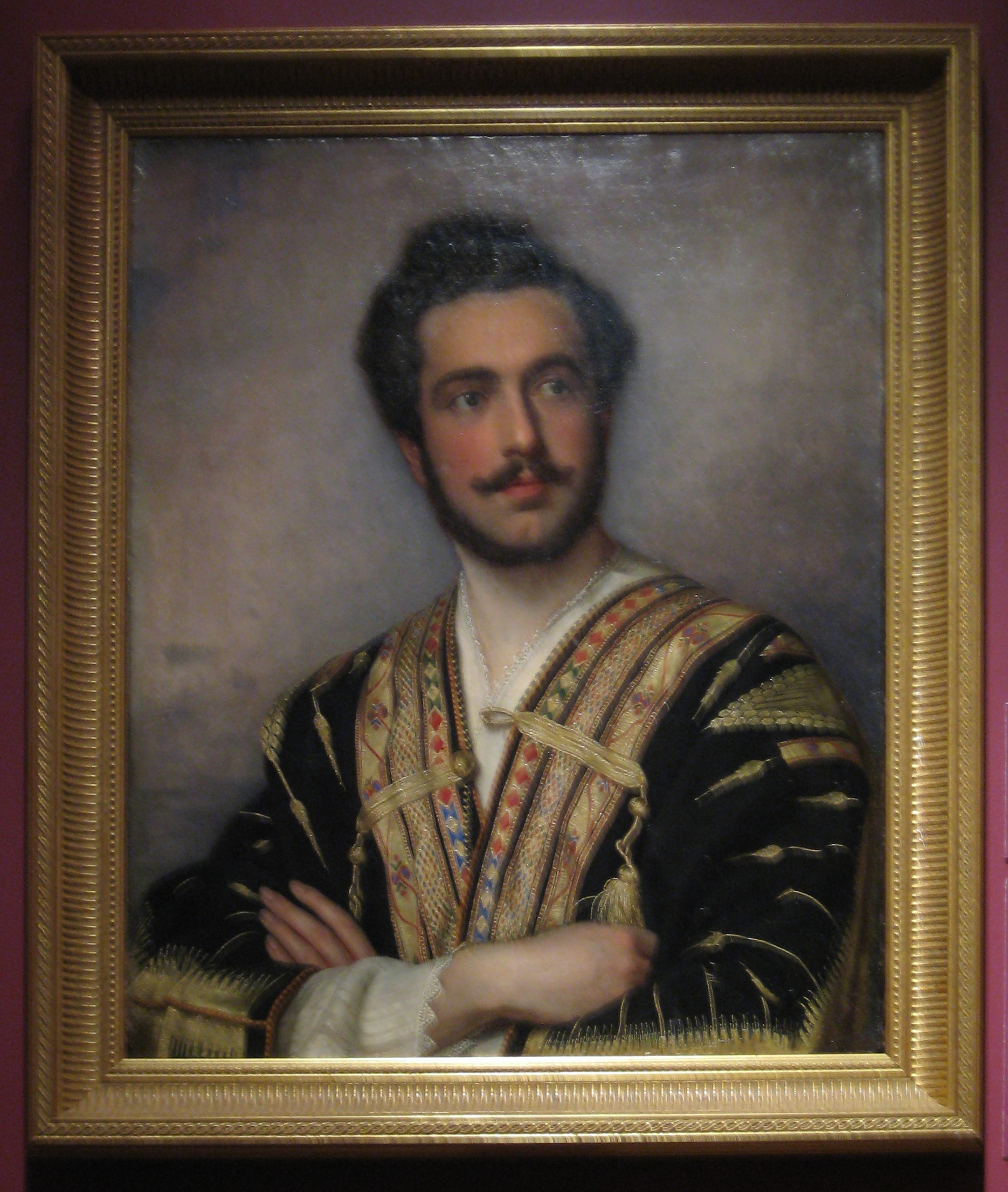
Портрет Гагарина в молодости

В 1841 году Гагарин был зачислен на военную службу, прикомандирован к барону Гану. В том же году участвовал в Чиркеевском походе, за что был награждён орденом Станислава 3-й степени. В 1842 году участвовал в экспедиции кн. А. Чернышёва в Дагестан, в частности посетил аул Тидиб. В 1848 году прикомандирован к князю М. С. Воронцову (командующему Отдельным Кавказским округом и одновременно наместнику Кавказского округа) в Тифлис, «в учёном и художественном назначении быть употребленным». Кроме военных и административных обязанностей, за которые он получил сверх нескольких орденов, чины ротмистра, полковника и генерал-майора, Гагарин много работал для нужд кавказских городов. В Тифлисе по его проекту построен театр, также восстанавливал фрески в Сионском соборе и в старых грузинских монастырях, включая Грузинскую Бетанию.
В 1855 году Гагарин был назначен состоять при великой княгине Марии Николаевне как президенте Академии художеств, в 1858 году произведён в генерал-майоры и зачислен в свиту Его Императорского Величества, а в 1859 году получил должность вице-президента Императорской Академии художеств, в 1864 году причислен снова на гражданскую службу, с чином тайного советника. Должность вице-президента Академии занимал до 1872 года. 
Убеждения и взгляды князя Гагарина на академическое образование шли совершенно в разрез с существующими в то время порядками. Он хотел изменения академического устава: писал об этом, говорил при дворе: великая княгиня разделяла его образ мыслей. Познакомившись с Ф. Ф. Львовым, секретарём Общества поощрения художеств, поручил ему составить проект нового устава Академии художеств. Новый устав был Высочайше утверждён (1860) и прислан в Академию для руководства… Незадолго до утверждения устава графа Гагарина назначили вице-президентом Академии художеств, а Ф. Ф. Львова — конференц-секретарём Академии. Условия, на которых предполагалось возобновить Академию были приняты всеми старыми членами Академии весьма недружелюбно. Князь Гагарин был убеждён, что для пользы искусства нужно удалить из Академии всех прежних профессоров и устроить отдельные мастерские, по примеру французской Академии изящных искусств, где каждый профессор имеет свою мастерскую и принимает в ней учеников. Когда это желание стало известно, все старики профессора стали опасаться за свои казённые квартиры. Князь Гагарин по свойству своего характера, не был в состоянии прибегнуть к крутым мерам…. Новый устав был прочтён в собрании Совета и принят к исполнению. В новом уставе вводилось чтение лекций и обязательное посещение классов учениками Академии. Введение учебного научного курса было принято учениками с большим удовольствием. Некоторые лекции посещались огромными массами слушателей… печатались записки лекций и раздавались бесплатно. … При князе Гагарине был начат ремонт огромного здания Академии. Гагарин видел в необходимости переделать здание не столько насущную потребность, сколько возможность осуществить свою давнишнюю идею: сделать из Академии нечто другое, чем то, что она была до этого времени. … Гагариным были организованы платные выставки произведений молодых художников и редких произведений, для обеспечения источника доходов для пособий учащимся Академии. При Гагарине был приведён в порядок музей Академии художеств  (составлен каталог музея, отделена русская школа по всем отраслям искусства от иностранных произведений, копии отделены от оригиналов, в скульптурном отделе античные статуи классифицированы по векам). Художники и любители искусств получили возможность во всякое время пользоваться музеем. 
В 1880 году пожалован в обер-гофмейстеры Высочайшего двора. Владел крупным доходным домом на Кузнецком Мосту в Москве. Князь Гагарин Григорий Григорьевич похоронен в своём имении Карачарово, принадлежавшим ему с середины XIX века. Захоронение находится на берегу Волги, близ бывшего села Никольское-на-Сучке, сейчас в Конаковском районе Тверской области.

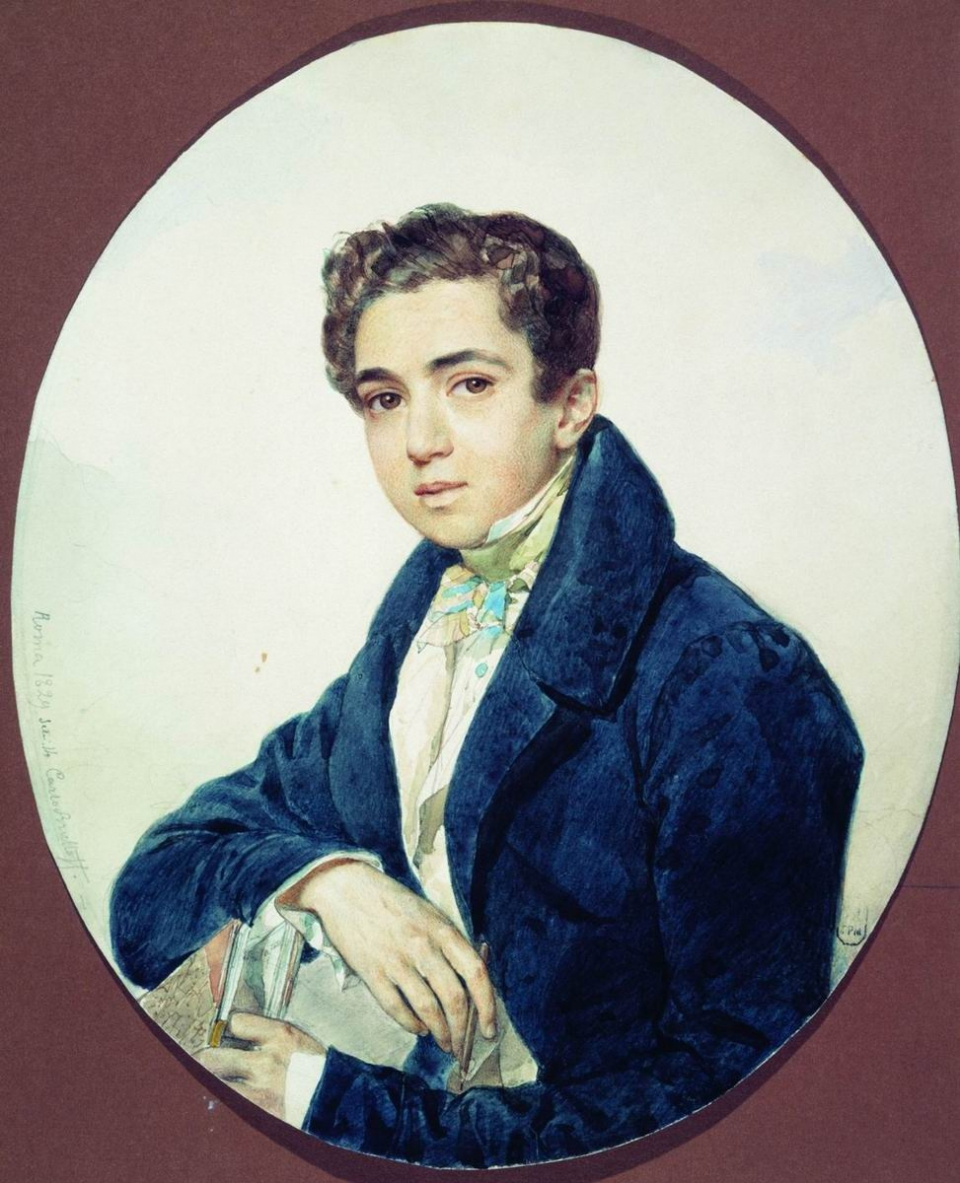
Портрет работы Карла Брюллова, 1829 г.
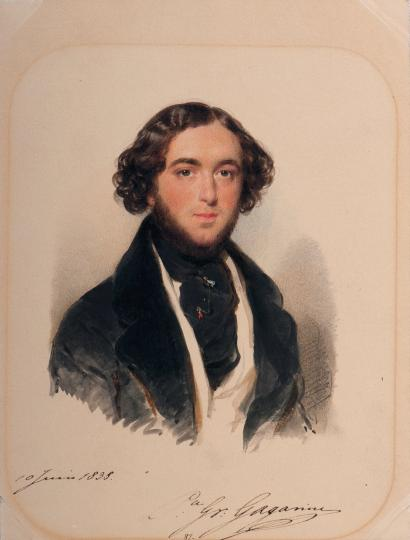
Портрет работы Морица Даффингера, 1838 г.
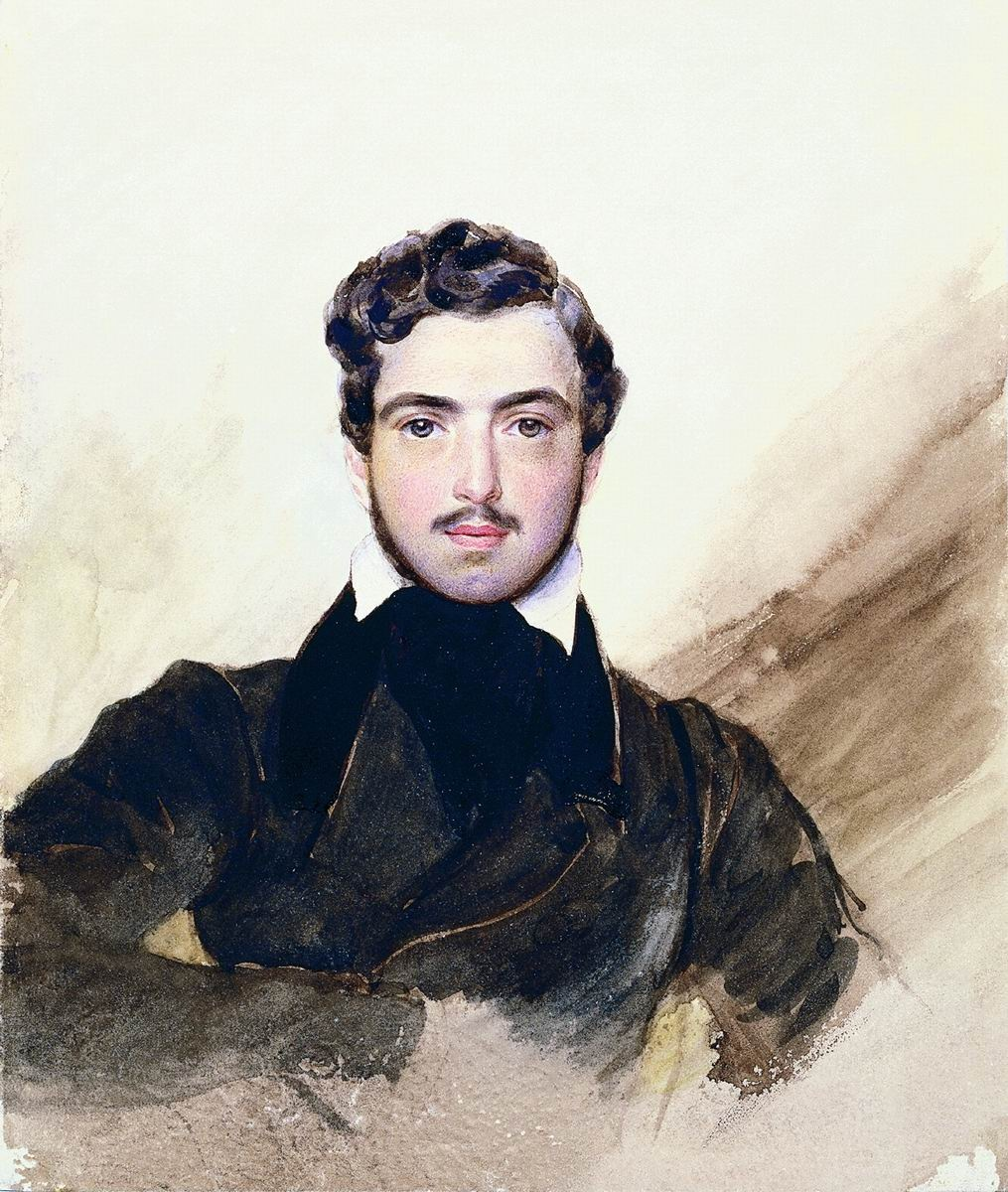
Автопортрет, 1840-е гг.
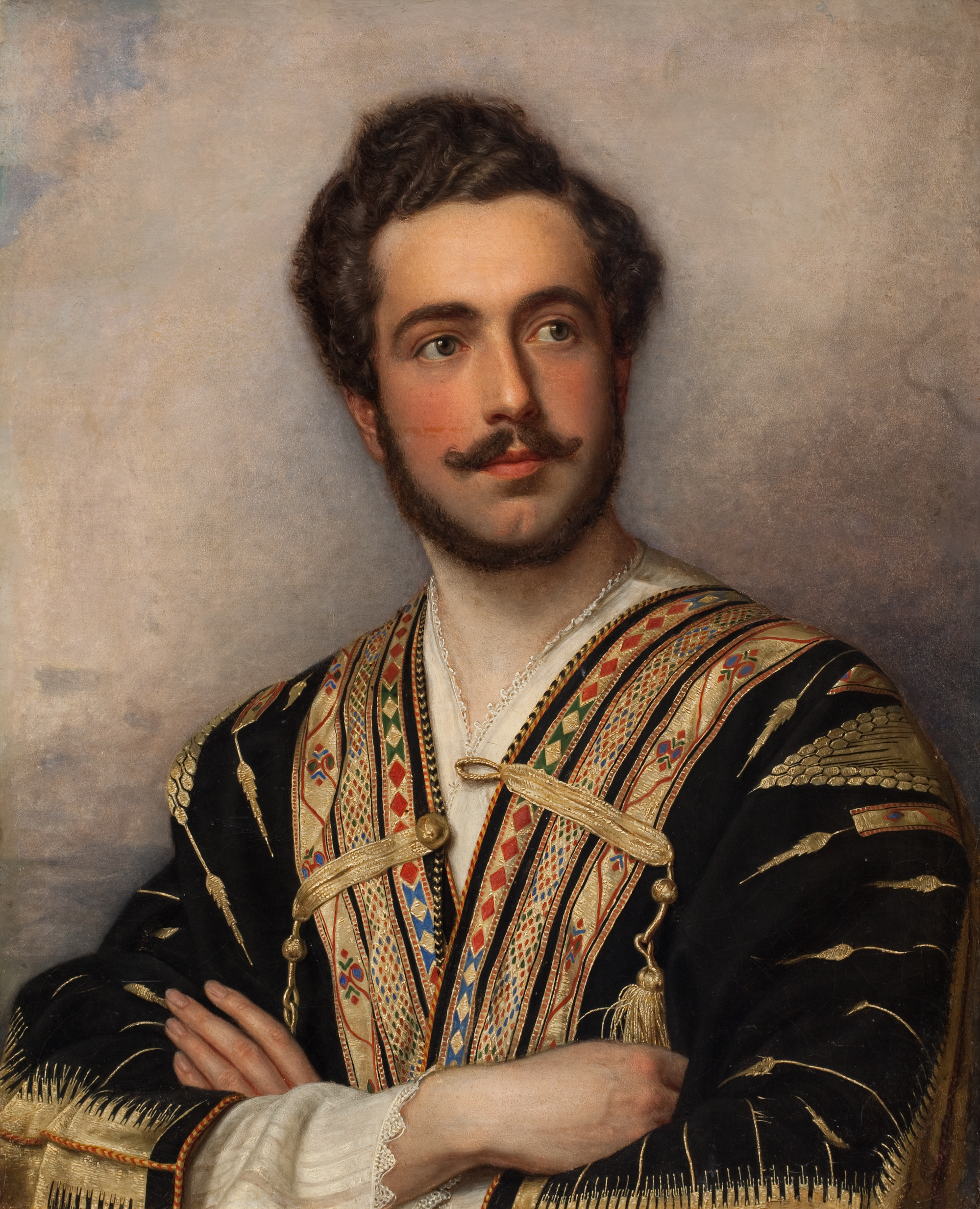
Портрет работы Йозефа Штилера, 1840-е гг.
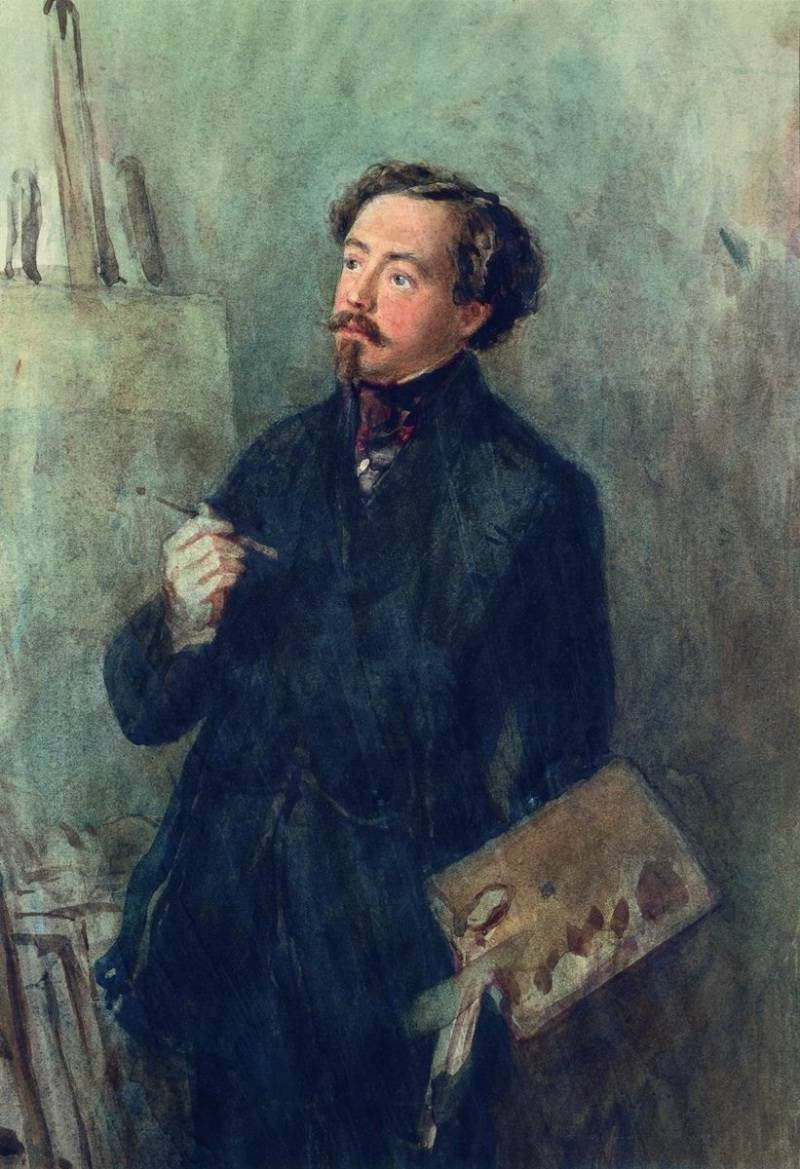
Автопортрет, 1840-е гг.

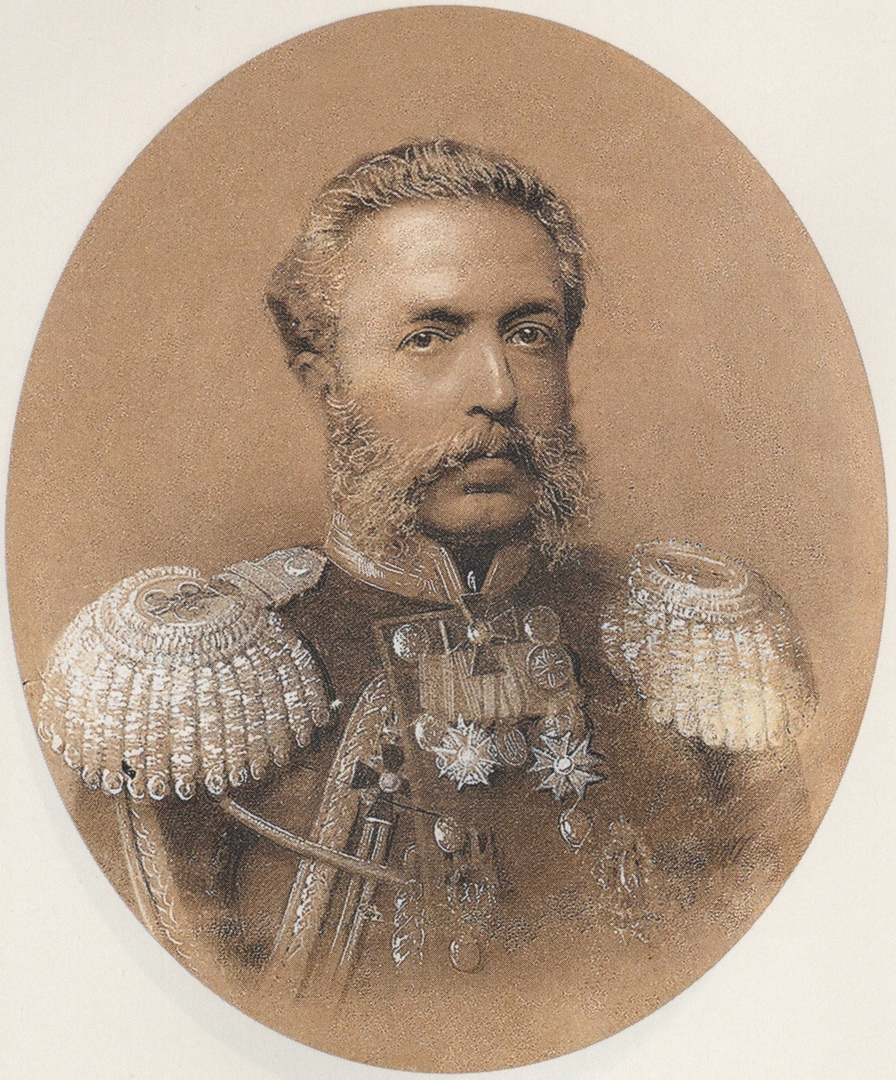
Портрет работы неизвестного художника, 1858 г.
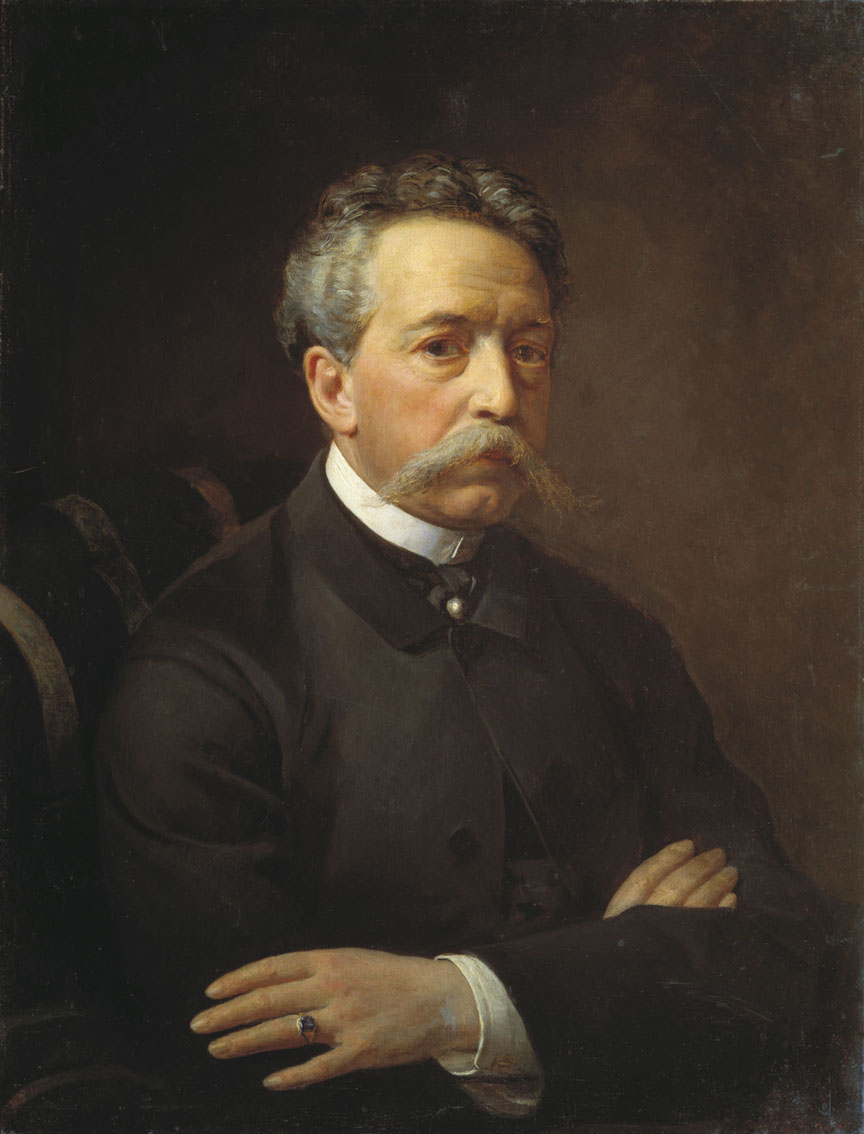
Портрет работы Виктора Боброва, 1867 г.

## Творчество
Продолжительное пребывание в молодости за границей способствовало развитию в нём любви к искусству. Брал уроки у К. П. Брюллова. Он занимался рисованием и живописью и, в ходе нескольких путешествий на Восток (в 1832 и 1837 годах), увлёкся византийским стилем иконописания и орнаментикой, в дальнейшем занимаясь поисками взаимосвязей русского искусства и искусства Византии. В бытность свою на Кавказе расписал в этом стиле Сионский собор в Тифлисе, а потом, будучи вице-президентом Академии художеств, основал при ней Музей древностей, прилагал старания к тому, чтобы обратить русскую церковную живопись к византийским идеалам и пошибу, — старания, которые, однако, не привели к прочным результатам. Из художественных произведений князя Гагарина, кроме росписи Сионского собора, известны рисунки для роскошного издания «Le Caucase pittoresque» («Живописный Кавказ»), портреты М. К. Орбелиани, Д. А. Чавчавадзе (Русский музей), иллюстрации к повести «Тарантас» В. А. Соллогуба (в гравюрах Е. Е. Бернардского, 1845).
В настоящее время Фонд Г. Г. Гагарина в Русском музее насчитывает около 4000 единиц хранения, половину которых составляют рисунки и наброски к композициям на ориентальные темы.

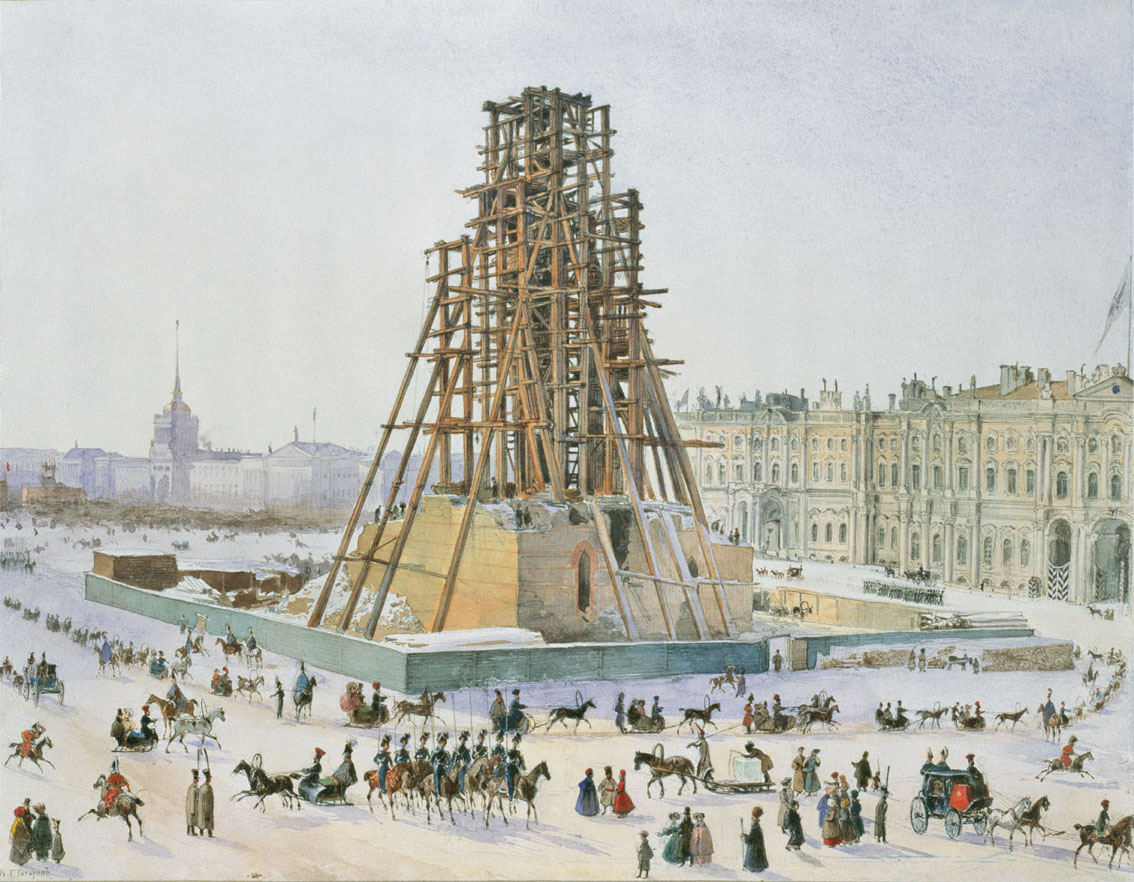
Александровская колонна в лесах. 1832—1833
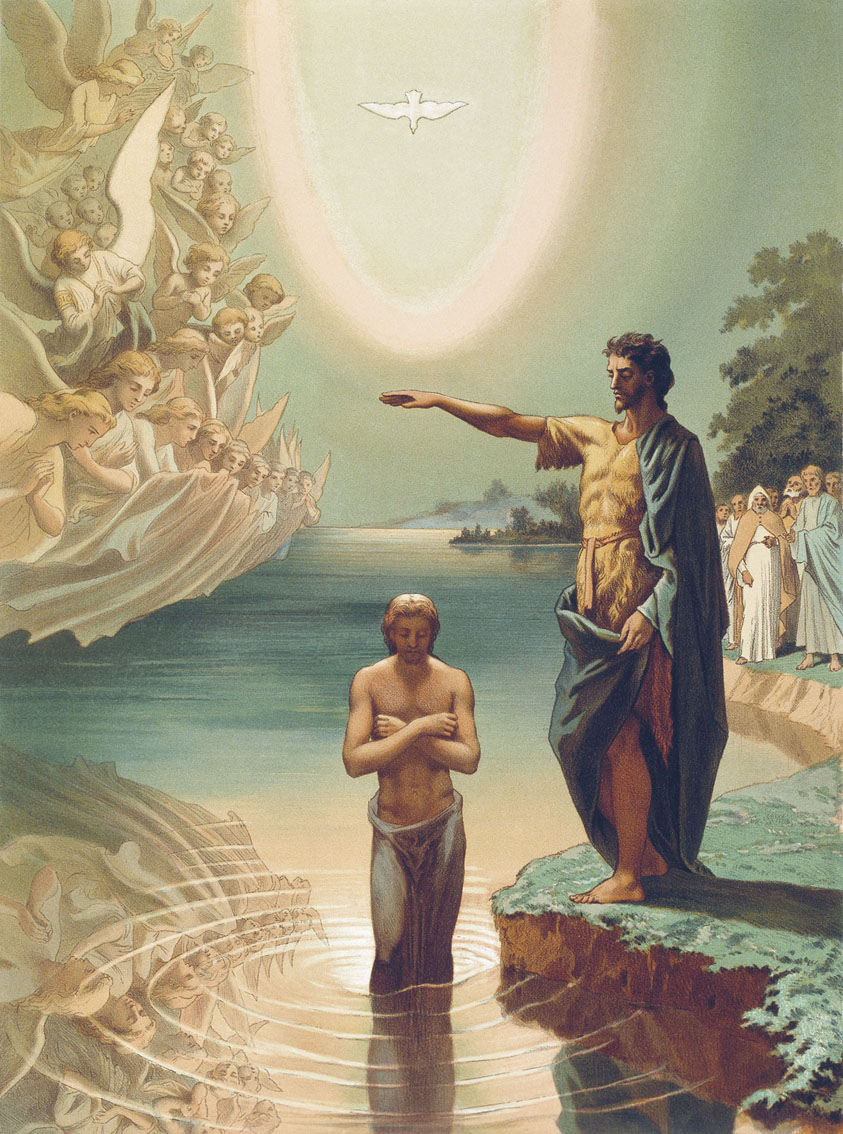
Крещение Христа
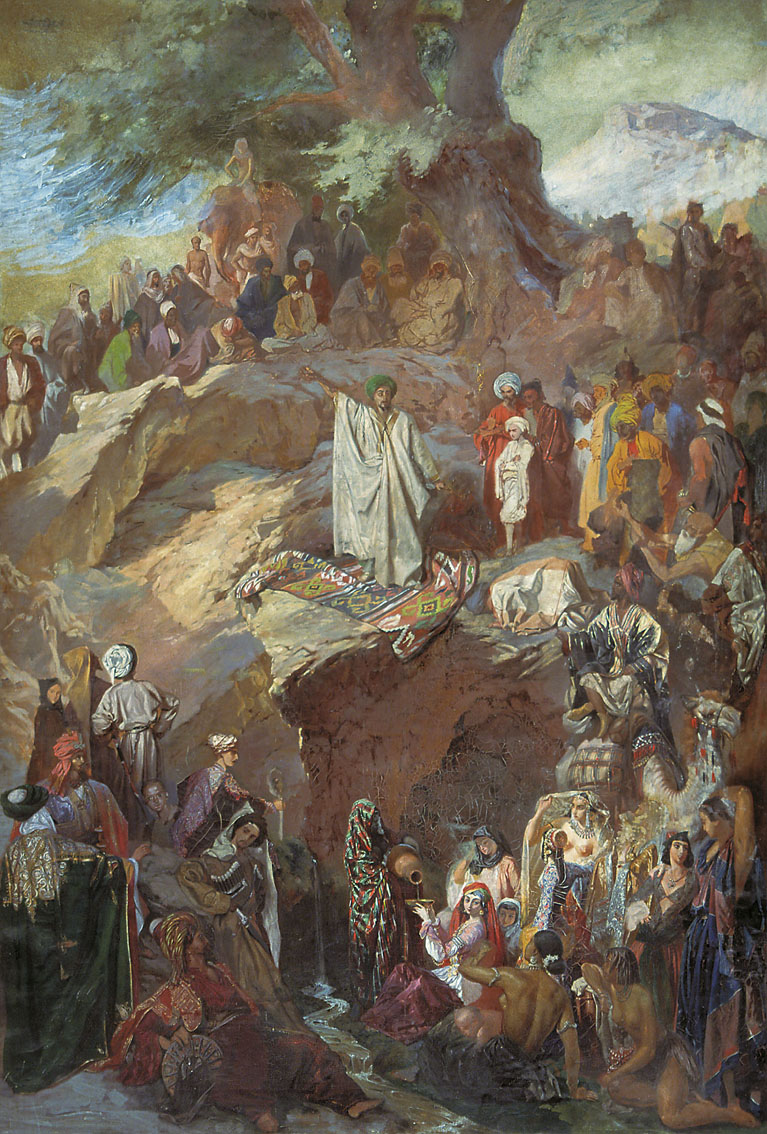
Проповедь Магомета. 1840—1850-е
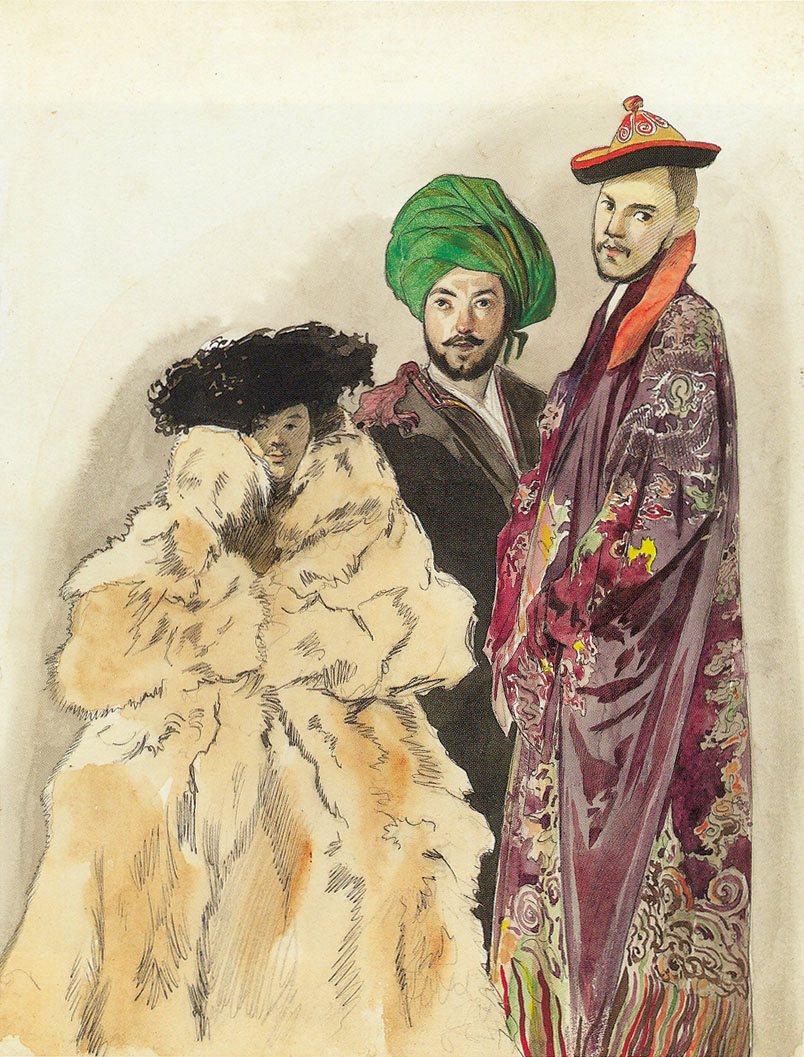
Восточные типы из путевого альбома
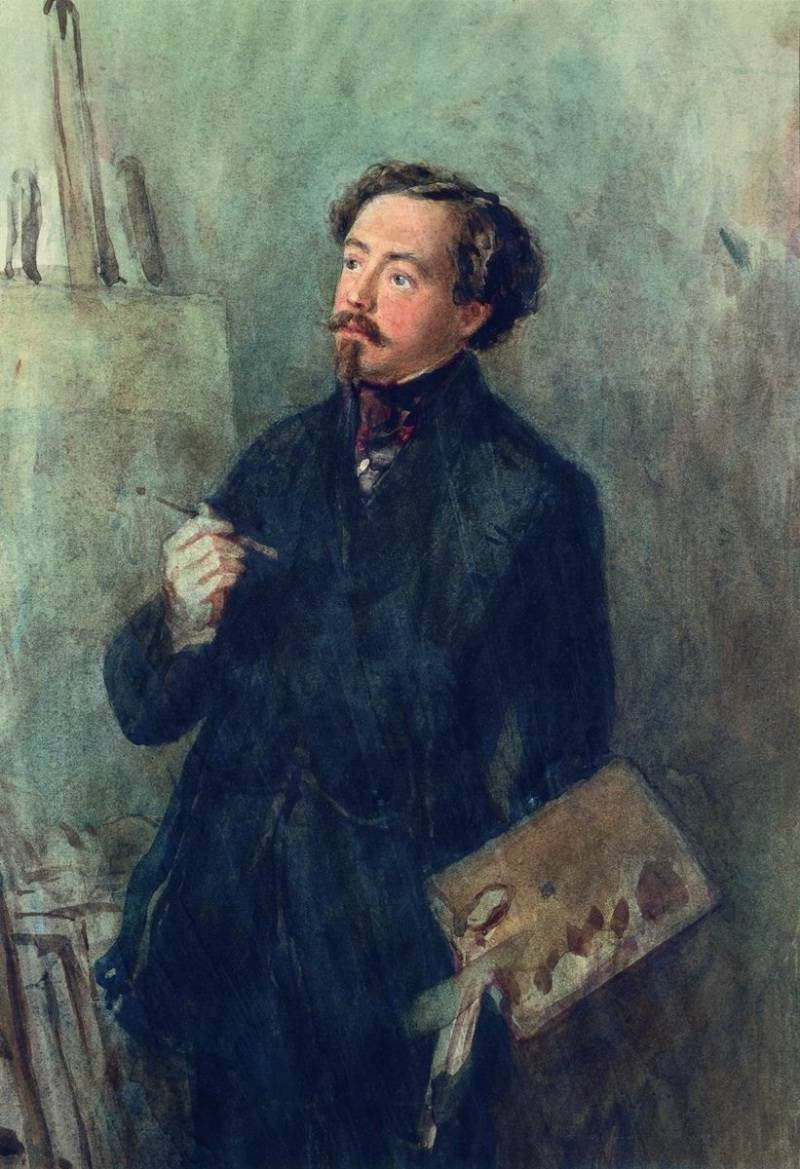
Автопортрет
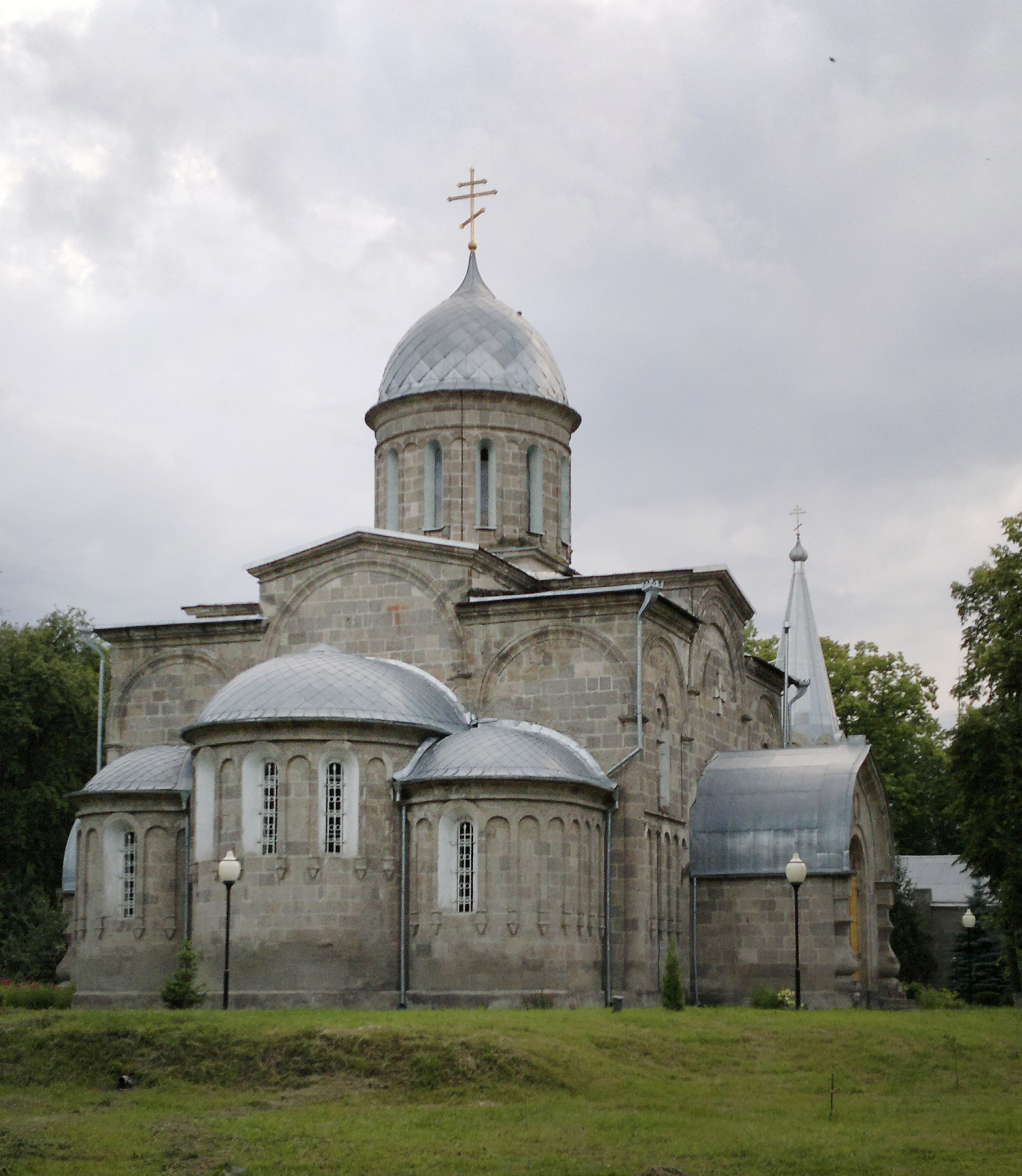
Свято-Вознесенский собор (1851) в городе Алагир (Северная Осетия). Проект Гагарина

## Труды
- GagarinGagarin Grigorij Grigorjevicucase pittoresque / Dessine d'apres nature Gregoire Gagarine; Aves une introd. texte et explicatif Ernest Stackelberg. — Paris, 1847. — 22, [65] c.
- Gagarin Grigorij Grigorjevic. Le Caucase pittoresque: [иллюстрации] / Dessine d'apres nature Gregoire Gagarine; Avec une introd. et texte explicatif Ernest Stackelberg. — [Paris, 1847]. — 80 л. ил., 1 л. к.
- Гагарин Г. Г. Памятники древней письменности и искусства. 12. Происхождение пятиглавых церквей. — Санкт-Петербург: Типография С. Добродеева, 1881. — 20 с.
- Гагарин Г. Г. Сборник византийских и древнерусских орнаментов, собранных и рисованных князем Гр. Гр. Гагариным. 50 таблиц. Изданы иждивением С.-Петербургского Центрального училища технического рисования барона Штиглица. — СПб.: Хромолитография Штадлер и Паттинот, 1887. — [8] c., 50 л. ил.; 32,5 х 24 см.
- Гагарин Г. Г. Собрание византийских, грузинских и древнерусских орнаментов и памятников архитектуры.  — СПб.: Экспедиция заготовления государственных бумаг, 1897. — VIII, 22, [2] c., 43 л. ил. (из 45-ти); 36,5 х 26 см.
- Гагарин Г. Г. Собрание византийских, грузинских и древнерусских орнаментов и памятников архитектуры. 2-я серия. — СПб.: Типография А. Бенке, 1900. — [8] c., 29 л. ил.

## Награды
Российские:
- Орден Святого Станислава 3-й ст. (1841);
- Орден Святой Анны 3-й ст. с бантом (1841);
- Орден Святой Анны 2-й ст. с императорской короной (1853);
- Орден Святого Владимира 4-й ст. с бантом (1855);
- Орден Святого Владимира 3-й ст. с мечами над орденом (1856);
- Знак отличия беспорочной службы за XX лет (1856);
- Орден Святого Станислава 1-й ст. (1860);
- Орден Святой Анны 1-й ст. с мечами над орденом (1862);
- Орден Святого Владимира 2-й ст. с мечами над орденом (1867);
- орден Белого орла (1868);
- Орден Святого Александра Невского (1874)

Иностранные:
- Орден Почётного легиона офицерский крест (1858)[16] (Французская империя).

## Семья

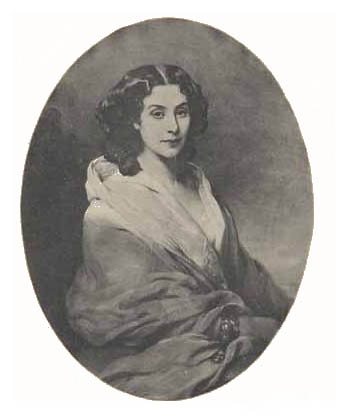
Софья Андреевна

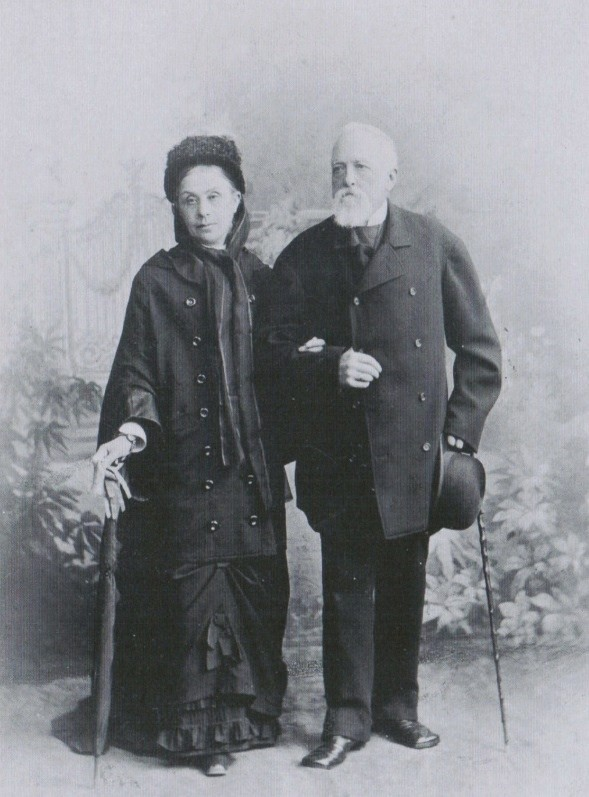
Супруги Гагарины

Был дважды женат и имел трёх сыновей и четырёх дочерей:
1. жена (с 1843 года) — княжна Анна Николаевна Долгорукова (07.12.1821—1845), фрейлина, дочь князя Николая Андреевича Долгорукова и княжны Марии Дмитриевны Салтыковой. Умерла через несколько дней после родов. 
  - Екатерина Григорьевна (1845—1920), с 1871 года — жена Павла Сергеевича Муханова (1840—1913).
2. жена (с 17 августа 1847 года) — Софья Андреевна Дашкова (1822—1908), дочь сенатора Андрея Васильевича Дашкова от брака с Анастасией Петровной Мамоновой; сестра этнографа В. А. Дашкова. Выпускница Екатерининского института в Петербурге с золотым шифром большой величины; с 1841 года — фрейлина цесаревны Марии Александровны. По некоторым сведениям она была возлюбленной великого князя Александра Николаевича, но к 1847 году решила прекратить его пылкие ухаживания. Сопровождая цесаревну на воды в Киссенген, влюбилась в князя Гагарина. После свадьбы в Дармштадте, супруги жили до 1854 года в Тифлисе, где их дом был центром культурной жизни города. По словам современницы, княгиня Гагарина была умная, милая и во всех отношениях достойная женщина. Свою падчерицу она любила, запретила рассказывать ей, что она дочь первой жены князя, и была с ней ласкова и нежна, так что та выросла, не зная, что она не дочь, а падчерица[17]. Княгиня пользовалась большим уважением в обществе, была кавалерственной дамой ордена Святой Екатерины (1871) и статс-дамой двора (1896). В браке имела детей:
  - Григорий Григорьевич (1850—1918), служил в Министерстве земледелия, поддерживал связь с В. В. Докучаевым[18].
  - Мария Григорьевна (1851—1941), с 1871 года — жена Михаила Раевского (1841—1893), сына Н. Н. Раевского; их дочь Ирина была замужем за герцогом Георгом Мекленбургским
  - Анастасия Григорьевна (1853—1876), с 1875 года — жена П. М. Орлова-Денисова (1852—1881)
  - Андрей Григорьевич (1856—1920), первый директор Петербургского политехнического института
  - Александр Григорьевич (15.04.1858, Париж — 1864), крестник императора и великой княгини Марии Николаевны.
  - Нина Григорьевна (1861—1861)